# Schaefferia ariegica
Schaefferia ariegica is een springstaartensoort uit de familie van de Hypogastruridae. De wetenschappelijke naam van de soort is voor het eerst geldig gepubliceerd in 1969 door Cassagnau.